# Benifayó
Benifayó (oficialmente en valenciano: Benifaió) es un municipio y localidad española, en la provincia de Valencia (Comunidad Valenciana). Pertenece a la comarca de la Ribera Alta y su población es de 12 130 habitantes (INE 2024). Históricamente ha recibido también el nombre de Benifayó de Espioca en relación con la parroquia a la que perteneció en tiempos medievales, y de Benifayó de Falcó, por la familia de los Falcó de Belaochaga, señores de Benifayó entre 1612 y 1872.
Pertenece a la segunda corona del área metropolitana de Valencia.

## Toponimia
El nombre proviene de la denominación de la alquería árabe, y está formada por beni (hijos) y Hayyún, nombre de familia musulmana, usual también en tierras cristianas.
El gentilicio de los habitantes de Benifayó es benifaioner/a.

## Geografía
Integrado en la comarca de Ribera Alta, se sitúa a 25 kilómetros de la capital valenciana, en el límite con la Ribera Baja y Huerta Sur. El término municipal está atravesado por la Autovía del Mediterráneo (A-7) y por la carretera autonómica CV-42, que comunica Almusafes con Algemesí, además de por carreteras locales que permiten la comunicación con Almusafes y Alfarp (CV-520).

### Medios de transporte
Benifaió cuenta con la estación de ferrocarril (estación de Benifayó-Almusafes) en la línea C-2 de Cercanías Valencia (RENFE), así como con la estación de Font Almaguer de la línea 1 de Metrovalencia.
Además, dispone de diversas conexiones de transporte público por carretera, que facilitan la movilidad de sus vecinos y visitantes. La empresa de Autobuses Buñol conecta Benifaió con la ciudad de Valencia, y su recorrido pasa por Silla, la factoría Ford en Almusafes y Llombay, hasta llegar a la capital de la Comunidad Valenciana.
Las paradas en Benifaió están ubicadas en la calle Papa Juan XXIII, n.º 25; justo delante del Restaurante Juan XXIII, y otra en la avenida Reyes Católicos, n.º 39. Los horarios de esta línea de autobuses, son los mismos en días lectivos, y conectan con diversas facultades de la Universidad de Valencia. Pero pueden variar los fines de semana y no realizar los mismos trayectos.
La localidad, también dispone de una conexión que facilita el acceso al Hospital Universitario de la Ribera, ubicado en Alcira. Un servicio esencial para los residentes que requieren atención médica, proporcionando una comunicación directa con el centro hospitalario.

### Relieve
El relieve del municipio es predominantemente llano, cruzando el territorio la Acequia Real del Júcar y el canal Júcar-Turia, ambos para el regadío. La altitud oscila entre los 125 m al oeste y los 15 m al este. El pueblo se alza a 19 m sobre el nivel del mar.
| Noroeste: Picasent | Norte: Picasent | Noreste: Almusafes |
| Oeste: Alfarp      |                 | Este: Almusafes    |
| Suroeste: Alginet  | Sur: Alginet    | Sureste: Almusafes |

### Gota fría 2024
El pasado mes de octubre de 2024, la Comunidad Valenciana se vio afectada por un terrible episodio de gota fría, que arrasó con varias localidades de la provincia de Valencia. Debido a esta Depresión Aislada en Niveles Altos, fueron aproximadamente 75 el número de municipios que sufrieron las consecuencias de esta catástrofe meteorológica, entre ellos Algemesí, Paiporta, Alfafar, Sedaví y Catarroja.
Este episodio de fuertes e incesantes precipitaciones, provocó el desbordamiento de ríos y barrancos, como el del río Magro o el del barranco del Poyo, a causa del aumento de sus caudales, con poca capacidad de almacenamiento. Provocando tales inundaciones que destruyeron carreteras, viviendas e infraestructuras públicas, y acabaron con la vida de 227 personas, en el territorio valenciano. De esta manera, la Comunidad Valenciana se vio gravemente perjudicada, con miles de afectados de manera directa e indirecta, y a día de hoy se enfrenta a una lenta y dura reconstrucción frente a esta tragedia y catástrofe meteorológica.
En Benifayó la Dana del 29 de octubre, no desbordó ningún barranco ni provocó graves inundaciones, pero el pueblo sí se vio afectado. Aun así, estas lluvias imposibilitaron la circulación en el camino de acceso al Pla de les Clotxes, inundaron el paso inferior de la avenida Reyes Católicos; donde una ambulancia quedó atrapada, y también provocó el corte de la circulación hacía Alginet; la CV-520. Además, el paso de dos fuertes tornados por la localidad, generó múltiples desperfectos como el desprendimiento de árboles, techos, planchas y otros objetos que destruyeron varios parques locales e imposibilitaron el acceso a la estación de ferrocarril.

## Historia

### Prehistoria y Antigüedad
La primera presencia humana se detecta en el límite del término con Alfarp, en la zona de la Font d'Almaguer. Allí se encontraron restos del período epipaleolítico, hace unos 10 000 a 8000 años. Del eneolítico proceden los restos de la Paridera, Pla de les Clotxes y un hacha de piedra pulida junto al núcleo urbano.
En Font de Mussa —villa rústica situada en Benifayó cerca de la vía Augusta—, aparecieron puntas de flecha y diverso material lítico claramente eneolítico. De la Edad de Bronce, años 1800 a 700 a. C., existen poblados en la Font d'Almaguer. Pero los más claros vestigios de poblamientos provienen de la época romana y se encuentran a las afueras del núcleo urbano.
La villa se levantaba sobre una pequeña colina cerca de la desaparecida Font de Mussa, donde se tiene noticia del hallazgo de restos arqueológicos ya en el siglo XIX. La existencia en la villa rústica donde vivieron sus habitantes entre los siglos I y IV a. C., lo demuestron los restos numismáticos y de cerámicas encontrados en dicho asentamiento.
En 1922, Nicolau Primitiu Gómez Serrano dio la noticia del hallazgo de un altar o ara romana con una inscripción dedicada al dios Mitra, hoy conservado en el Museo de Bellas Artes de Valencia. En 2002, durante unas excavaciones, apareció un excelente mosaico, en una habitación completa de la villa romana, con un medallón central policromo que presenta una escena alegórica de la fundación de Roma. Actualmente forma parte destacada de las salas de Mundo Romano en el Museo de Prehistoria de Valencia.

### Edad Media
De la civilización islámica destaca la pervivencia de dos torres vigía de la época almohade (siglos XI-XII): La Torre de la Huerta o de Muza, situada en las inmediaciones de la fuente homónima, posteriormente modificada y adaptada como columbario, y la Torre de la Plaza, que se levanta en el centro de la población, entre las plazas Mayor, del Progreso y del Ángel, que configurarían el núcleo primigenio de la alquería islámica.
El primitivo Benifayó sería la originalmente nombrada alquería musulmana citada en el Llibre del Repartiment. El nombre de Benifayó aparece consignado el 13 de junio del 1238, como una de las diez alquerías otorgadas por el rey Jaime I a hombres de su ejército procedentes de Barcelona, a los que el rey prometió dotar dentro del término general de Valencia, o compensar en el término de Murviedro. El nombre proviene de la alquería árabe y está formada por "beni" (hijos) y "Hayyén", nombre de familia musulmana, usual también en tierras cristianas.
El 9 de abril de 1259 el rey conquistador arrendó por tres años la décima parte que le correspondía de las alquerías de Benifayó y Janet (Alginet), en aquellos tiempos término de Valencia, a Berenguer Roig. En enero de 1284, Pedro II de Aragón (1276-1285) hace donación de un horno y casas en el mismo lugar.
Tras la conquista cristiana, eclesiásticamente Benifayó formó parte de la parroquia de Espioca, junto con Alginet y Almusafes, hasta que pasó a ocupar la sede parroquial por el despoblamiento que padeció el lugar de Espioca. A Benifayó se trasladó el clero y la campana, y a Picasent la autoridad civil, quedando Espioca incorporada a su término municipal. Posteriormente se disgregaron de Benifayó la parroquia de Alginet, en agosto de 1537, así como la de Almusafes, que se desmembró definitivamente de la parroquia de Benifayó en 1788.
En noviembre de 1304 el rey Jaime II concedió de forma vitalicia el tercio diezmo de Benifayó al ciudadano de Valencia Bartolomé Matoses. A su muerte en 1338, el rey Pedro el Ceremonioso hizo donación, mientras viviera, del tercio diezmo de los lugares de Benifayó, Alginet y Cotes a Pardo de la Casta.
El descendiente homónimo, Bartolomé Matoses, se documenta como señor de Benifayó en 1345 en un pleito entre el señor de Almusafes, Ramón Escorna y sus vasallos, y el señor de Benifayó y los suyos, con motivo de dirimir los límites del término y por las aguas de riego procedentes de la fuente del Raval.
Condenado a muerte por su adscripción unionista, el rey Pedro confiscó sus bienes y procedió a la venta a perpetuidad del senyorío en 1349 a María Ladrón de Vidaura por 110 000 sueldos, con el tercio diezmo y la propiedad del castillo, sus vasallos, hornos, molinos y otras regalías. Ésta hizo donación del señorío a su hijo Ramón de Vilanova y Ladrón de Vidaura, vizconde de Chelva († ca. 1406).
A finales del siglo XIV, el señorío perteneció a Bernat de Alpicat, jurista y abogado de la ciudad de Valencia, documentado como señor de Benifayó en 1385, en un conflicto con el vecino lugar de Almusafes por la construcción de un molino y la correspondiente acequia de desagüe. En 1396 aparece citado por primera vez su hijo, Juan de Alpicat, como señor de la población, y en su testamento de 17 de octubre de 1397 legó el señorío a su hija mayor y heredera, Isabel de Alpicat.
El señorío de Benifayó pasó a la familia de los Jofré, al contraer matrimonio (entre 1413 y 1419) Isabel de Alpicat con Jaime Jofré, miembro de una familia patricia valenciana recientemente ennoblecida, con residencia en la parroquia de San Bartolomé de Valencia. Este Jaime Jofré se documenta como señor de Benifayó en el contrato que las universidades de Benifayó y Almusafes firmaron con el reconocido pintor Gonzalo Peris en 1435 para la realización de un retablo destinado al templo de San Pedro de Benifayó.

### Edad Moderna
A raíz del citado matrimonio, el señorío y la jurisdicción de Benifayó pasaron a manos de esta familia valenciana, sucesivamente a Luis Jofré de Alpicat, casado con Aldonza Escorna, a su descendiente Nicolás Jofré, casado con Juana Estellés, documentado como señor de Benifayó en 1506, en una venta al obispo de Tortosa de una casa que poseían en Valencia. Posteriormente perteneció a su hijo Jerónimo Jofré, casado con Andreua Vilarragut, documentados en un proceso de firma de derecho en el que reclamaba los derechos feudales heredados de su padre. El señorío de Benifayó pasó al hijo de Jerónimo, Miguel Jofré, que sabemos contrajo matrimonio con Caterina Figuerola, legitimado en 1585.
«...Don Miguel Jofré, hijo de don Gerónimo Sllava y de Jofré, señor de Benifayó, siendo éste casado, tuvo a aquel con una mujer suelta».
Heredero de las deudas dejadas por su padre como garante a la administración del condado de Oliva, Miguel Jofré firmó una concordia con Carlos de Borja, duque de Gandía, reconociendo una deuda superior a las 17000 libras, y en la que daba la posesión del señorío de Benifayó al duque de Gandía, pero el pueblo se negó a su reconocimiento, sin la previa autorización de la Real Audiencia. Este tribunal había procedido a subastar la población, previa tasación pericial, para pagar las deudas del último Jofré. Finalmente, pasada la coyuntura de la expulsión de los moriscos, la sentencia de la Real Audiencia de Valencia de 16 de febrero de 1612 concedía el señorío y la jurisdicción de Benifayó, por 27 000 libras, a favor de Miquel Falcó de Belaochaga.
Desde esta fecha, los Falcó de Belaochaga fueron los señores territoriales y jurisdiccionales de Benifayó. Miguel Falcó fue armado caballero y consiguió el reconocimiento de nobleza en 1615. En 1623 cedía el señorío mediante la fundación de un vínculo a favor de a su hijo primogénito, Juan Bautista Falcó de Belaochaga, en contemplación del matrimonio de este con Juana Ana Ferrer Milá, hija de don Pedro Ferrer y de María del Milá. En esta donación propter nuptias, Miguel Falcó de Belaochaga fundaba un vínculo de escrita agnación y primogenitura.
El tercer barón de Benifayó fue José Falcó de Belaochaga y Ferrer, que heredó el título de señor de Benifayó a la muerte de su padre. Durante su señorío las rentas de Benifayó quedaron confiscadas durante algunos años para hacer frente a las deudas contraídas por Falcó ante la ciudad de Valencia por la administración de las carnes. José Falcó falleció en Benifayó en noviembre de 1707, meses después de la batalla de Almansa y el advenimiento de los Borbones. Su hijo primogénito y heredero, Juan Falcó de Belaochaga y Caspe había luchado con los austriacistas y se encontraba fugado en Barcelona. Por esa razón, el juez de confiscaciones Melchor de Macanaz procedió al secuestro de las rentas señoriales, por delito de lesa majestad, incluido el señorío de Benifayó. Sin embargo, pocos meses después, su hermano, Antonio Falcó de Belaochaga y Caspe, combatiente en el bando borbónico, reclamó los bienes incautados y recuperó para la familia la baronía de Benifayó en 1708.
Muerto Antonio Falcó sin descendencia, la baronía de Benifayó pasó fugazmente a su hermano Francisco, fallecido también sin descendencia en 1714, al hermano de este, Pedro Miguel († 1731) y al hijo de este, Vicente Falcó de Belaochaga y García de Tardajos, heredero también de un segundo vínculo fundado por su abuelo en 1630, al morir sin descendencia Félix Falcó de Belaochaga y Blanes. Muerto Vicente Falcó sin descendencia masculina, el vínculo pasó a su sobrino Pascual Falcó de Belaochaga y Pujades por sentencia de 1785. Casó con Mª Concepción Valcárcel y Pascual de Povil, heredera, a la muerte de su hermano Antonio Valcárcel, de los títulos de Marquesa de Castel Rodrigo, Princesa Pío de Saboya, Marquesa de Almonacid de los Oteros, Duquesa de Nochera y Condesa de Lumiares.

El título de barón de Benifayó recayó en su hijo primogénito Pascual Falcó y Valcárcel, Príncipe Pío (1795-Florencia, 1839) fallecido sin sucesión, y a su hermano Juan Falcó y Valcárcel (Valencia, 1797 – Bayona, 1873), quien redimió los censos en 1872, poco antes de su muerte. El último barón efectivo de Benifayó fue su hijo menor, Julio Falcó d’Adda (Milán, 1834), senador, fallecido sin sucesión en San Pedro del Pinatar en 1899.
“Don Tomás Martínez de León, como apoderado General de don Juan Falcó Valcárcel, príncipe Pío de Saboya, marqués de Castel Rodrigo y otros títulos, que la heredó de su padre don Pascual Falcó, por muerte de éste en 1812, VENDE a don Juan Urios Gómez, casado con Dolores Vaquer y Soler, de profesión cortante, por el precio de 50 000 reales de vellón, equivalente a 5000 escudos, con las siguientes condiciones: 400 escudos al hacerse la escritura; 850 escudos el 1 de noviembre de 1870; 850 escudos el 1 de noviembre de 1871; 850 escudos el 1 de noviembre de 1872; 850 escudos el 1 de noviembre de 1873, quedando hipotecada la finca al vendedor hasta su total pago". (1870-III-22)
Revuelta del Tío Pep de l'Horta (Benifayó, 1801)
El 22 de septiembre de 1801, el municipio valenciano de Benifaió fue escenario de una revuelta popular conocida como la Revuelta del Tío Pep de l'Horta. El conflicto, vinculado al descontento contra los derechos señoriales, se inició cuando un grupo de manifestantes procedentes de Alginet incitaron a la población local a congregarse frente a la vivienda de Francisco Albuixech, arrendador de los tributos feudales de la Casa de los Falcó.
Durante las protestas, los revoltosos dañaron los símbolos heráldicos del escudo señorial de esta familia, gesto que simbolizó el rechazo a la autoridad feudal. El alcalde de Benifaió, José Prades, fue acusado de pasividad ante los disturbios. Un juicio posterior lo condenó a ocho años de inhabilitación y una multa, según consta en expedientes judiciales de la época que permanecen bajo estudio historiográfico.

### Edad Contemporánea
Después de años de pleitos, el Ayuntamiento y los vecinos compraron a los Falcó los derechos señoriales, por la cantidad de 75 000 pesetas o 300 000 reales de vellón, con el acuerdo de pago a diez años. La escritura de desmembración se firmó el 28 de septiembre de 1872, quedando así el municipio libre de cargas e incorporándose a la nación. Benifayó deja de llamarse de Falcó y se nombra de Espioca.
Mientras tanto, el ayuntamiento de Benifayó compraba en 1849 una parte de la denominada casa-palacio al señor de Benifayó con la intención de habilitarla como consistorio, escuela, habitaciones para los maestros, prisión y estancias para el pregonero, por 9000 reales. En febrero de 1873, redimidos los censos, enviaban al gobernador de Valencia el expediente para la construcción del Ayuntamiento.

## Demografía
Benifayó cuenta con una población de 12 130 habitantes (INE 2024).
| Gráfica de evolución demográfica de Benifayó entre 1842 y 2021                                                      |
| |
| Población de derecho según los censos de población del INE Población de hecho según los censos de población del INE |

Según el Instituto Valenciano de Estadística (IVE), el 90,1 % de la población de Benifayó es española, mientras que el 2 % es de la Unión Europea y el porcentaje restante corresponde a otros lugares, como África (2,9 %), América (3,6 %), países de Europa que no forman parte de la UE (0,6 %) y el resto del mundo y apátridas (0,8 %).

### Demografía histórica
Los primeros datos documentados sobre la población de Benifayó se remontan al siglo XV. Se registran 48 fuegos o casas, aproximadamente 216 habitantes, tanto en los censos de las Cortes de Orihuela de 1488, en las actas de corte de 1490 como en el censo de 1493-1496.
Vecindario del reino de Valencia, justificado con testimonio de los escribanos de las poblaciones, hecho en el año 1646”: Consta que a Almussafes es registren 59 cases, a Benifaió 54 i a Sollana 44.1.
Ya en el siglo XVI, el censo de 1510 recoge en Benifayó 54 fuegos, mientras que el censo de 1565 registra 45 casas (poco más de 200 habitantes).
Para el siglo XVII, según la Relación de las casas de cristianos viejos y nuevos que hay en las ciudades, villas y lugares desde el Reino de Valencia… año 1609, conocido como el Censo de Caracena, en Benifayó se registran 62 vecinos (casas o fuegos, aproximadamente 280 habitantes) todos ellos considerados cristianos viejos.
Este dato coincide con la información, publicada también en 1609 por Gaspar Joan Escolano, según la cual Benifayó contaría con más de 60 vecinos, en fecha no conocida, pero considerada siempre anterior a la expulsión de los moriscos, y sin especificar su confesión religiosa. Esta exigua población se mantuvo a lo largo de las épocas medieval y moderna, lo que permite suponer que Benifayó no contaba con una población morisca significativa. Todavía en 1646, el Vecindario del reino de Valencia… recoge la existencia a Benifayó de solo 54 casas (aproximadamente 240 almas).
En 1692, un nuevo dato poblacional se recoge en la Real Pragmática Sanción, promulgada el 26 de febrero de ese año, mediante la cual se ordena la formación de un nuevo batallón en el Reino de Valencia, bajo el nombre de Milicia Efectiva de la Custodia del Reino. En este documento se atribuye a Benifayó una población de 48 vecinos, equivalente a 218 habitantes.
Entre 1712/1713 se confecciona el Vecindario de Campoflorido, de carácter económico, pues serviría para asignar la recaudación municipal del equivalente (hecho que ha llevado a dudar de sus datos) en el que se registran en Benifayó 42 contribuyentes (190 habitantes).
Un ligero incremento se puede observar el Padrón para el Equivalente de 1730, en el que aparecen anotados en Benifayó 63 vecinos (280 habitantes).
A partir de la segunda mitad del siglo XVIII (la época del apogeo del cultivo del arroz y de la llegada de las aguas de la Acequia Real del Júcar) se registra, como en otras poblaciones valencianas, un notable incremento poblacional. Así, en el conocido como Censo de Aranda de 1768 realizado a instancia de Carlos III y confeccionado por la administración eclesiástica, en Benifayó quedan registrados 902 habitantes. Pocos años después, el Censo de Floridablanca, de 1786, recoge los datos de 1068 habitantes.
Antonio José de Cavanilles anotó también este incremento demográfico en sus Observaciones…. Así cita que, mientras en 1740 no tenía más de 130 vecinos (520 hab.), en 1793/1794 advierte que ya cuenta con 260 vecinos (aproximadamente 1040 habitantes).
En el informe del ayuntamiento de Benifaió (1815-XII-23 - 1820-VII-24), se menciona que “… esta población consta de numeroso vecindario que se aproxima a quinientos vecinos, y que además se aumenta una grandísima concurrencia de trabajadores de otros pueblos en los en los tiempos de plantío y siega de los arroces..." … les lleva conocidas ventajas así en limpieza como en la calidad del pan y mejor servicio del público…”.
Según los Datos Oficiales de 1842…, basados en registros de los partidos judiciales y recogidos en el Diccionario... de Pascual Madoz, Benifayó contaría ya con 393 vecinos, que suman 1131 habitantes.

Tras la llegada del ferrocarril en diciembre de 1852 se produce una nueva explosión demográfica. Quince años después, Benifayó había duplicado su población. Así, en el censo de 1857, decretado por Isabel II el 14 de marzo de aquel año, se registran en nuestra población 2814 habitantes. Tres años después, Benifayó contaba con 2939 habitantes.
“El día 18 de noviembre de 1928 del corriente se estrenó en Benifayó de Espioca el Himno a Benifayó, dedicado a esta población por el Director de la Banda y compositor don Bernabé Sanchis, con letra del poeta local don José Gadea. El Himno, que fué interpretado por un nutrido coro de la misma población, acompañado de la Banda y Orquesta, fue clamorosamente acogido por el vecindario, vitoreando a los autores y haciendo que se repitiera varias veces. Felicitamos a los autores por tan merecido éxito.”

## Economía
Como todas las poblaciones del entorno, la actividad económica estaba orientada tradicionalmente a la agricultura, aprovechando las cuatro fuentes históricas existentes en su término, y a la ganadería, documentándose en Benifayó la existencia de más de 900 cabezas de ganado a principios del siglo XVI, quedando constancia en el urbanismo de los pasos de los caminos ganaderos o azagadores que transitaba el ganado entre los pastos de verano en la montaña interior, al noroeste del término, hacia la Albufera, al sureste de la población, en el cruce hoy denominado els cinc cantons (las cinco esquinas).
Como nos indica Bernardo Espinalt, hacia 1786, en su Atlante español... en la huerta se produce «...con abundancia hortalizas y fruta». También indica que su término «...es fértil en trigo, cebada, maíz, seda, aceyte, vino y todo género de semillas, y está plantado de olivos, viñas, moreras y árboles frutales». Finalmente, indica que sus montes (al oeste de término municipal) se crían «... encinas, alcornoques, pinos y chaparros, y hay buenos pastos para la cría de ganado, y mucha caza menor, en particular volatería, de que abunda la Albufera».
La construcción de la prolongación de la Acequia Real del Júcar propició un incremento considerable de la superficie de regadío. A finales del siglo XVIII, Cavanilles anotaba que el incremento demográfico «...obliga a los hombres a beneficiar otros campos, que poseen en propiedad o por arriendo; y así cultivan parte de las huertas de Almusafes y mucho arroz en el término de Sollana» e indica que «... sus frutos son 1500 libras de seda, 300 arrobas de aceite, 100 de algarrobos, 8700 cántaros de vino, 350 cahizes de trigo, 400 de maíz, mucha fruta y hortaliza».
En las últimas décadas ha proliferado el cultivo del naranjo. La mayoría de agricultores están agrupados en la Cooperativa Agrícola local Cohoca, creada en 1957 como producto de la fusión de la primera Sociedad Cooperativa de Benifayó (Secciones de Suministros de Abonos y Caja de Crédito Agrícola).
Pero en la actualidad, la ubicación en el municipio de dos polígonos industriales (P.I. Jaime I y P.I. Fuente de Muza) y la cercanía a centros fabriles de importancia (automóviles Ford) configura una actividad industrial significativa, a lo que habría que añadir el peso del sector servicios debido a su cercanía a la ciudad de Valencia.
Cabe destacar la concentración de empresas agroalimentarias como Choví (mayonesas y salsas), Papas Vidal, Enrique Romay (cebollas y naranjas), Rovira Agrícola (cebollas) y Roquette (derivados del maíz, principalmente glucosa y almidón).

## Administración y política
La Junta de Gobierno Local de Benifaió, liderada por la alcaldesa, es el órgano encargado de apoyar la dirección política del municipio y gestionar las funciones administrativas previstas en la Ley 7/1985, artículo 127. La alcaldesa tiene la facultad de designar y destituir libremente a sus miembros, cuyo número no puede superar un tercio de los integrantes del Pleno municipal, incluyendo su propia participación.
Este órgano se reúne cada dos semanas. Las sesiones extraordinarias o urgentes son convocadas directamente por la alcaldía y tienen lugar en el despacho de la alcaldía del Ayuntamiento.
Para la legislatura 2023-2027, el ayuntamiento de Benifaió está compuesto por cuatro grupos políticos: PSPV-PSOE, Populares Benifaió, Compromís y VOX.
| Periodo   | Nombre                                                          | Partido        |
| --------- | --------------------------------------------------------------- | -------------- |
| 1979-1983 | Francisco Sanchís Baltasar                                      | PSPV-PSOE      |
| 1983-1987 | Francisco Sanchís Baltasar                                      | PSPV-PSOE      |
| 1987-1991 | Vicente Choví Añó                                               | UV             |
| 1991-1995 | Vicente Choví Añó                                               | UV             |
| 1995-1999 | Vicente Fort Torregrosa                                         | PP             |
| 1999-2003 | Matilde Ferrá Perelló (1999-2002) Jesús Tortosa Llopis          | BLOC PSPV-PSOE |
| 2003-2007 | Jesús Tortosa Llopis (2003-2005) Mª Desamparados Arcís Martínez | PSPV-PSOE PP   |
| 2007-2011 | Mª Desamparados Arcís Martínez                                  | PP             |
| 2011-2015 | Mª Desamparados Arcís Martínez                                  | PP             |
| 2015-2019 | Marta Ortiz Martínez                                            | PSPV-PSOE      |
| 2019-2023 | Marta Ortiz Martínez                                            | PSPV-PSOE      |
| 2023-act. | Marta Ortiz Martínez                                            | PSPV-PSOE      |

## Cultura

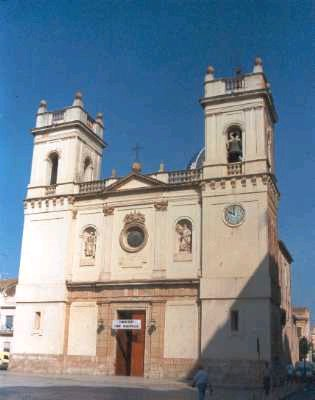
Iglesia de San Pedro

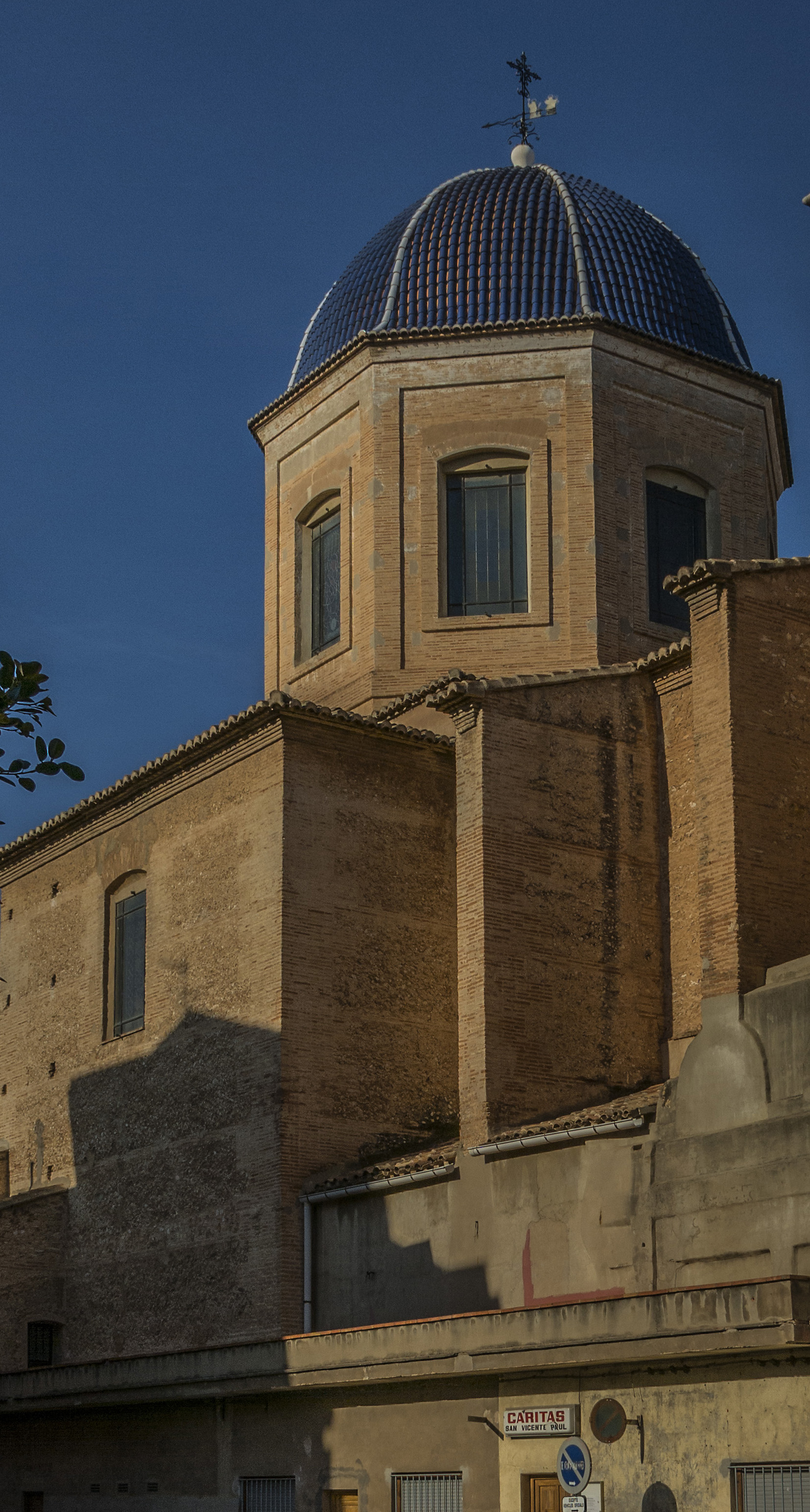
Cúpula de la iglesia

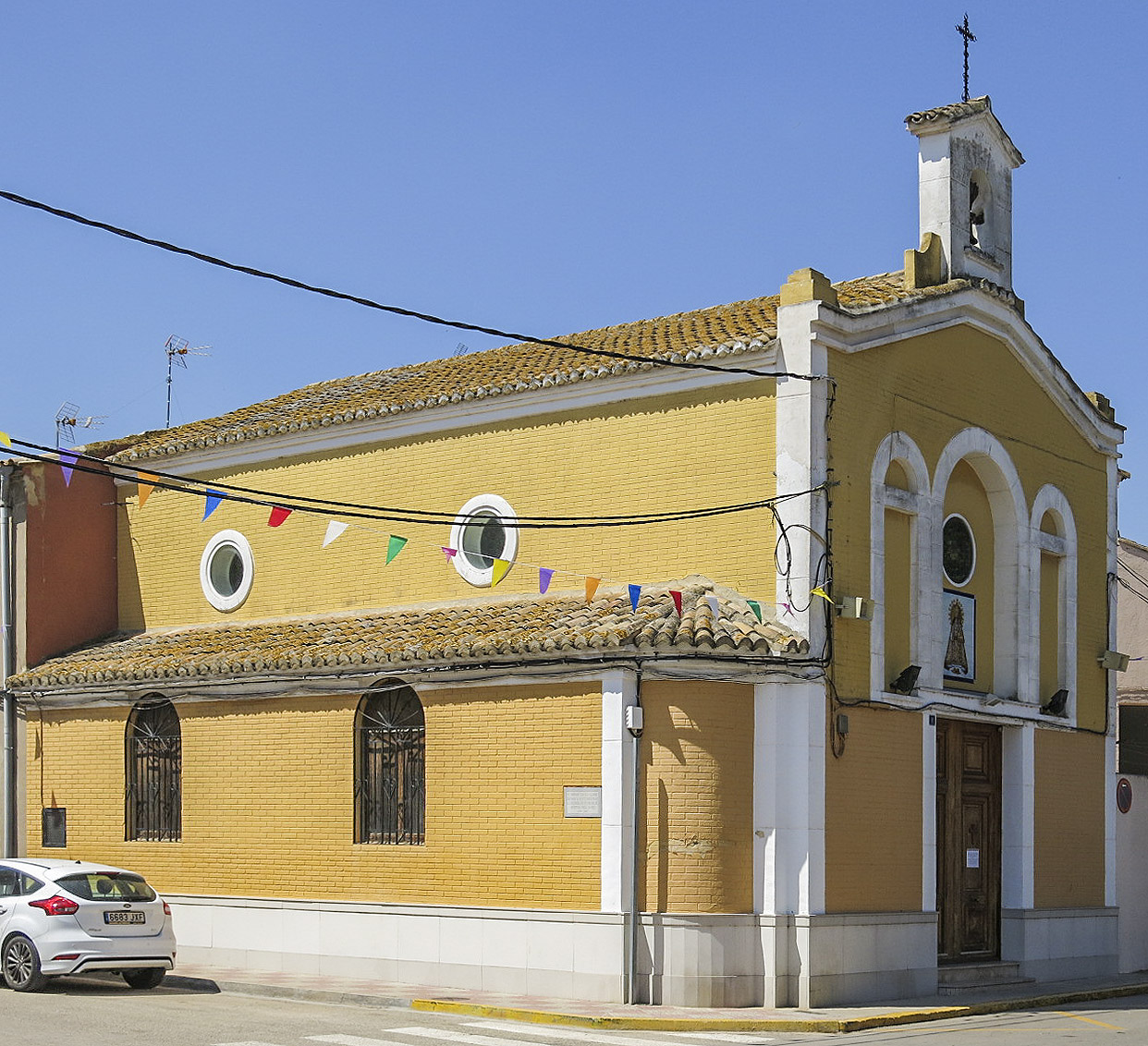
Ermita de la Virgen de los Desamparados

### Patrimonio

#### Religioso
- Iglesia de San Pedro. Ubicada en la plaza Mayor, frente al palacio de los Falcó, es la tercera de las construcciones en el mismo solar. De estilo academicista, iniciada a mediados del siglo XVIII, una inscripción lítica marca 1771 para la finalización del testero, si bien su construcción podría haberse prolongado hasta los primeros años del Ochocientos. La fachada se compone a través de un doble cuerpo central: un orden inferior con portada adintelada entre pilastras acanaladas de orden toscano y entablamento con triglifos y metopas, y un orden superior estructurado por pilastras corintias que enmarcan un óculo central decorado con bajorrelieves representando una tiara papal llevada por dos ángeles, y en los laterales, dos hornacinas con imágenes pétreas de San Pedro y San Pablo. Viene rematada por un tímpano central con balaustrada.[34] Presenta dos torres gemelas, divididas en tres cuerpos, el superior de campanas, abierto en sus cuatro caras con arcos de medio punto alargados y remate de balaustrada decorada con pináculos y bolas. Presenta capillas entre contrafuertes, con elevada cúpula sobre tambor. Su interior, academicista, presenta una planta de nave única con crucero y bóveda de cañón con lunetos. Sobre el crucero se eleva una magnífica cúpula, ordenada con pilastras, de gran esbeltez. El interior del templo estuvo decorado por lienzos del afamado pintor Vicente López Portaña, desaparecidas tras su incendio durante la guerra civil española, junto con su magnífico retablo mayor, del que queda constancia fotográfica. Conserva algunos elementos de orfebrería religiosa del siglo XVI.[80]
- Ermita de la Virgen de los Desamparados. Ubicada en lo que algunos denominan el Camino del Cid Campeador, en una zona donde monumentos como la Torre de la Plaza evocan al legado árabe, se alza esta ermita cristiana de una sola nave que tiene cuerpo adicional a la izquierda con un techo y dos ventajas con rejas. Es un edificio sencillo y alejado de cualquier ostentación, con paredes lisas pintadas de un tono ocre y escasos adornos —entre los que destacan unos simples arcos blancos. En su interior, solo se encuentra una nave central rectangular y un par de capillas en las que descansa la imagen de la Virgen o Mare de Déu dels Desemparats. También, justo enfrente de la ermita se distingue una singular cruz de hierro forjado.[34]

La Virgen preside la ermita y también hay lienzos pequeños obra de María Rodrigo. La ermita original fue derruida en 1937, pero con la voluntad de algunos vecinos fue inaugurada la actual en 1961.

#### Civil
- Torre de la Plaza.

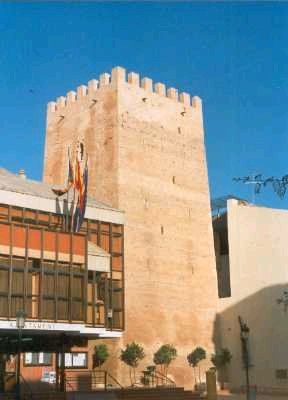
Torre de la Plaza

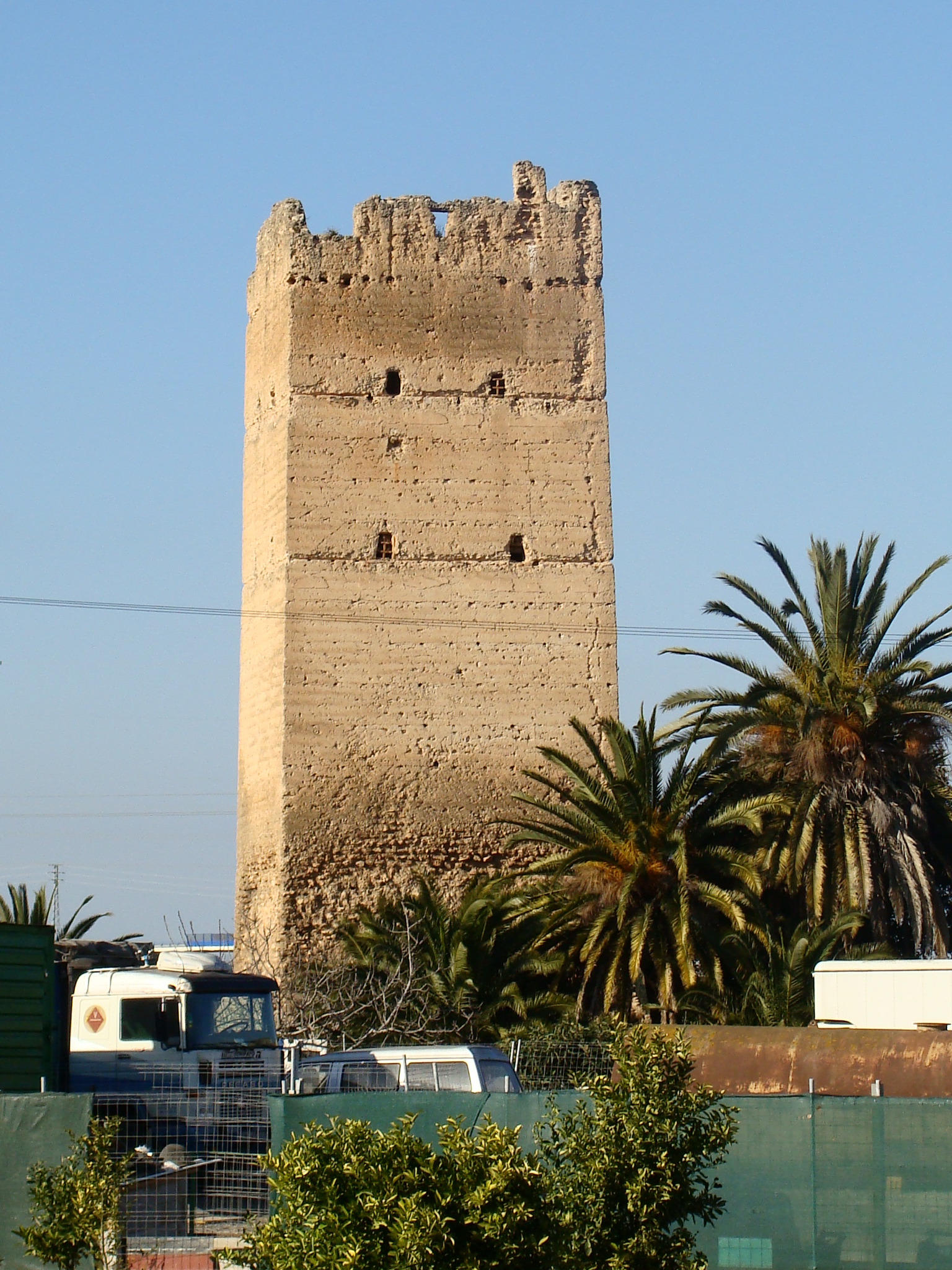
Torre Muza o de La Huerta

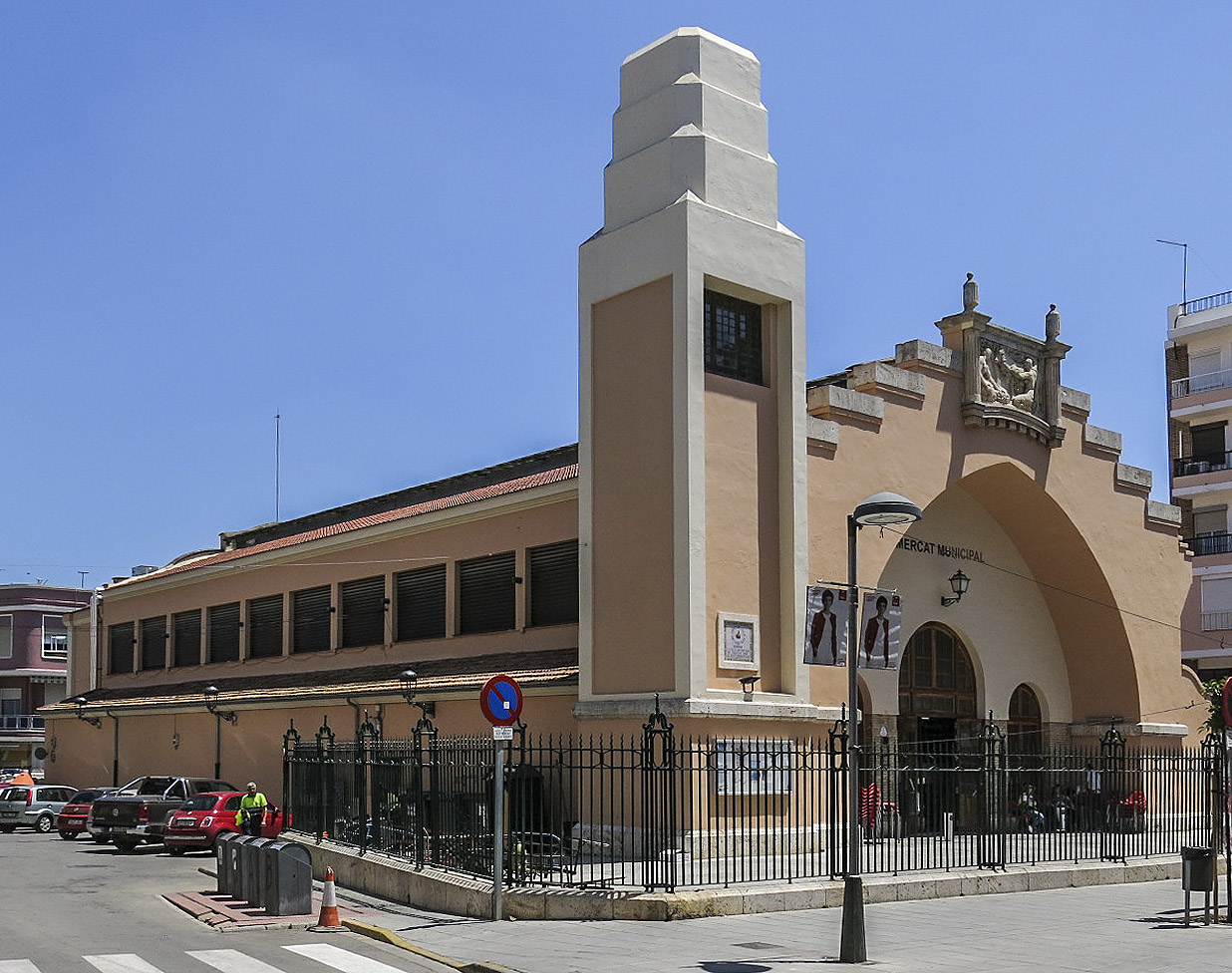
Mercado

Magnífico ejemplar que se conserva de las llamadas torres de espera y defensa de la época árabe. Su construcción se podría remontar al periodo almohade (siglos XI al XIII). Formaría parte del cinturón defensivo de la ciudad de Valencia, junto a las torres de Espioca, Silla, Almusafes, Muza, etc.., y sería también usada para refugio de los habitantes de las alquerías de los alrededores. También ha tenido usos como granero y cárcel. La anchura de la torre en la parte inferior es de unos once metros en cada uno de los cuatro lados. Tiene un total de cuatro plantas con una altura total aproximada de 23 m. La parte superior está coronada por siete almenas en cada lado. Sus dimensiones la sitúan entre las torres conservadas más grandes existentes en la Comunidad Valenciana.
- Torre Mussa o de la Huerta.

De origen claramente árabe, a pesar de no haber documentación histórica, se puede datar entre los siglos XI o XII. Construida con piedra y mortero de cal, con balcones matacanes en sus extremos superiores y sobre la elevada puerta de acceso, aún conserva internamente un muro con arcadas que sustituyen las plantas hoy derruidas, así como múltiples agujeros circulares en sus muros, cosa que parece demostrar su adaptación de torre vigía a torre palomar e época no determinada.
- Subterráneos medievales. En el subsuelo de la Plaza Mayor se encuentran los subterráneos medievales de Benifayó. Su construcción se puede datar entre los siglos XV y XVI.[83] Estos están sustentados mediante arcos pétreos apuntados de ladrillo y realzadas laterales, claramente medievales; donde supuestamente se almacenarían las jarras y odres que guardarían en su interior el aceite y vino de los señores. Además, al fondo de la galería arqueada, aún no totalmente excavada, se ha encontrado un aljibe, cercano a la antigua carnicería; hecho que explica como la casa palacio era el centro de producción de la señoría, además de su lugar de residencia.[34]
- Casa-Palacio de los Falcó.

Aunque se la conoce como la casa de los Falcó de Belaochaga, señores de Benifayó desde 1612, por el blasón de esta familia que presenta en su esquina, perteneció anteriormente a los Jofré, y en su interior puede adivinarse aún alguna estructura gótica. Se edificó adosada a la torre ya existente para aprovecharla como fortificación señorial, razón por la cual también va a recibir el nombre de casa-castillo de los Falcó. En 1849 la Alcaldía adquirió una parte sustancial para la construcción de «la Casa Ayuntamiento, locales para las escuelas de niños y niñas, habitaciones para los maestros, cárcel y habitaciones para el pregonero» por lo que resta solo una parte del complejo original, con el escudo de los Falcó, que fue mutilado durante las revueltas de principios del siglo XX.
- Lavadero municipal. Fue construido alrededor de un lago natural en la fuente de la Carrasca, en la partida del Raval, que proporcionaba agua al este de la población, y cuya función como lavadero se documenta desde antaño, como aparece en el plano de Pérez de Rozas de 1879, que se conserva en el archivo de la Acequia Real del Júcar. El área circundante se ha convertido en un parque natural destinado a estimular y deleitar todos los sentidos.[84]

La nueva instalación, con cubierta de teja y un óvalo con escurrideros, se inauguró en 1925, convirtiéndose en el espacio de sociabilidad por excelencia de las mujeres que acudieron a lavar en ese entorno hasta la aparición de los nuevos sistemas de limpieza domésticos. Ahora en desuso como lavadero, se ha transformado en un parque. En el acceso hay una cruz construida en 1901, en conmemoración de la entrada del siglo XX de la población valenciana. En el mes de agosto, durante las fiestas patronales de Benifayó, se celebra la tradicional fiesta del Pato en sus instalaciones.
- Mercado municipal. Inaugurado en 1929, es uno de los edificios más emblemáticos de la población. Construido en estilo racionalista, bajo los planos del arquitecto Emilio Artal, concebido bajo preceptos higienistas.[86] El mercado presenta una estructura interior metálica compuesta por una nave central y dos naves laterales destinadas a puestos de venta. Destacan la iluminación cenital y el sistema de ventilación, que mediante lamas situadas entre la nave central y las laterales, de menor altura, consigue crear este espacio espacioso y luminoso.[87] En la portada hay un relieve del escultor Vicente Beltrán Grimal, de inspiración Decó, como sus lámparas y decoración interiores. El edificio, considerado de valor patrimonial, fue reformado en 2022 debido a desperfectos en las cubiertas inferiores, que generaban problemas estructurales desde años anteriores.[88][89]

##### Centros educativos municipales
El pueblo valenciano dispone de una amplia oferta de centros educativos a todos los niveles, desde la Educación Infantil, hasta la Secundaria Obligatoria y los Estudios de Ciclo Formativo.
Existen 4 escuelas infantiles privadas: El Solet, Mickey, El Jardinet y Passet a Passet, que atienden a niños de entre 0 a 2 años.
Benifayó cuenta con tres colegios de educación infantil y primaria, dos públicos y uno concertado. Tanto el CEIP Trullás, que está en la calle Pintor Segrelles, n.º 1, como el CEIP Santa Bárbara, que se encuentra en la calle Nueve, n.º 60; cerca de la plaza del pueblo y la comisaría de policía, son ambos colegios públicos. Mientras que el colegio Cristo Rey, en la calle San Vicente, n.º 7, es un centro de enseñanza privada-concertada.
Los tres centros educativos proporcionan una enseñanza correspondiente a los cursos de Infantil y Primaria; sin embargo, el Cristo Rey es el único de estos colegios que, además, cuenta con un plan de estudios en Secundaria, hasta cuarto de la ESO. El IES Enric Soler i Godes, en la plaza del Polígono N-6, 140, es el centro público de Educación Secundaria Obligatoria, Bachillerato y Estudios de Ciclo, en Benifayó.
Además, el municipio tiene un centro municipal de formación para personas adultas, situado en la calle Vicente Medina, 22, en el Centro cultural Enric Valor.

### Fiestas
- San Antonio Abad.

Se celebra el 17 de enero. En su nombre se hace la hoguera y al domingo siguiente los actos tradicionales: procesiones, bendición de las calderas de arroz y los monumentales panes bendecidos. Después se celebra la tradicional y multitudinaria bendición de los animales.
- "Fallas" - San José. Se celebra del 15 al 19 de marzo. Existen noticias de su celebración a lo largo del siglo XX. La nueva etapa comienza en 1976. Actualmente hay cinco fallas. Falla Santa Bárbara, Falla Arturo Más, Falla Mitja Capa, Falla Sant Josep y Falla La Verge.[92]
- Semana Santa Desde hace unos pocos años se celebran actos multitudinarios organizados por las cuatro cofradías existentes: Cofradía Jesús de Nazaret, Cofradía Cristo de la Fe, Hermandad Madre Dolorosa de la gran Esperanza y Cofradía del Santo Sepulcro.[92]
- Pascua.

Se celebra en el mes de abril con la tradicional feria y la ya tradicional actividad de Encuentra el huevo de Pascua.
- Fiestas patronales. Tienen lugar del 15 al 22 de agosto y se dedican a la Virgen de Agosto, San Roque, San Cayetano, San Isidro, la Divina Aurora y la patrona, Santa Bárbara.[92]
- La Festa dels Fadrins.

La festa, en honor a la Divina Aurora, es una celebración histórica y cultural que actúa como rito iniciático para la juventud local y que se celebra con las aportaciones recaudadas por los jóvenes en edad de realizar el servicio militar. Entre sus actividades, el tradicional canto del Rosario de la Aurora. Con raíces que se remontan al siglo XVII y vinculada al culto a la Virgen del Rosario, se celebra cada 20 de agosto. Su cofradía se remonta al siglo XVII, la cual acogía a los jóvenes al cumplir los siete años y era la principal festividad de la población.
La festividad destaca por su tradicional mascletà a mediodía y por la Processó del Foc en horas nocturnas, en la que un arco de fuego enmarcado en el templo parroquial y una cordà cierran el evento. En las últimas décadas, la incorporación de nuevos colectivos la ha convertido en un acto plurigeneracional, reconocido recientemente como Bien de Relevancia Local Inmaterial.
- Fiesta mayor dedicada a la patrona Santa Bárbara.

Cierra el ciclo de las fiestas patronales, el día 22 de agosto, con diversos actos institucionales y una procesión en la que participan muchos de los colectivos locales, finalizando como es tradicional con un castillo de fuegos artificiales.

### Gastronomía
De la gastronomía de Benifayó destacan los arroces, en paella, arroz al horno o en puchero. La paella tiene diversas especialidades, como la de la carne, pescado, col y costillas, verduras y caracoles. De los arroces caldosos, el de judías y nabos; de los hechos al horno, el de lentejas y garbanzos y el de panses. También l'olla de Nadal (la olla de Navidad) con la pilota de magro.
De los dulces, los buñuelos por San José; en Semana Santa, el arnadí o calabaza santa; en Pascua la coca boba y las cocas escudellas. También son populares la coca de llanda o los pasteles de boniato o  encarats, por Navidad.

### Premios Ciutat de Benifaió
Los premios Ciutat de Benifaió que otorga anualmente el ayuntamiento de Benifaió se establecieron en 2016, para distinguir a personas físicas o jurídicas, entidades y colectivos que por su trabajo o intervención en actividades artísticas, culturales, deportivas, cívicas, profesionales o de investigación, destaquen de una forma pública y notoria favoreciendo los intereses de Benifaió i/o el progreso social, cultural y económico en general. Habitualmente se entregan el 9 de octubre, en la plaza Mayor de Benifaió, a la finalización de los actos conmemorativos del día de los valencianos.
Premios otorgados:
- 2016. Pascual Piles Ferrando y Cooperativa Hortofrutícola de Benifaió.[96]
- 2017. Francesc Beltrán López y Societat Artística Musical de Benifaió.[97]
- 2018. Josep Martí García y Grup Choví Alimentación.[98]
- 2019. Mª Asunción Marco Sala y Agrupación de Voluntarios de Protecció Civll.[99]
- 2021. Al pueblo de Benifaió, por su solidaridad ante la pandemia de la COVID.[100]
- 2022. Marian Rosa Montagud y Asociación de Comercios de Benifaió ACEB.[101]
- 2023. Ernestina Martínez Miquel, i Penyes coeteres El Coet i El Xiflec.[102]
- 2024. Salvador Rovira Llorens y la empresa familiar Foto-Estudio Maiques.[103]